# Зарєчьє (Бокситогорський район)
Зарєчьє (рос. Заречье) — присілок Бокситогорського району Ленінградської області Росії. Входить до складу Великодвірського сільського поселення.
Населення — 7 осіб (2012 рік).